# Daejeon (métro de Daejeon)
Daejeon (hangeul : 대전 ; hanja : 大田), est une station de passage de la ligne 1 du métro de Daejeon. Elle est située au 218, Jungang-ro, quartier Jungdong, dans l'arrondissement Dong-gu de la ville de Daejeon en Corée du Sud. La station est en correspondance avec la gare de Daejeon.
Ouverte en 2006, la station est desservie par les rames qui circulent sur la ligne (service omnibus)

## Situation sur le réseau

Plan du réseau (2017)

La station établie en souterrain Daejeon est une station de passage de la Ligne 1 du métro de Daejeon : elle est située entre la station Jungangno, en direction du terminus nord-ouest Banseok, et la station Jungangno, en direction du terminus sud-est Panam,.

## Histoire
La station Daejeon est mise en service le 16 mars 2006, lors de l'ouverture à l'exploitation de la première section de la ligne 1 du métro de Daejeon entre Panam et Government Complex, Daejeon,.

## Services aux voyageurs

### Accès et accueil
La station est située au 218, Jungang-ro,  dans le quartier Jungdong. Quatre bouches, numérotées de 1 à 4 font le lien entre la surface et les niveaux en sous-sol, cinq niveaux, par l'intermédiaire d'escaliers, d'escaliers mécaniques (16) et d'ascenseurs (3). Comme toutes les stations elle dispose d'une billetterie avec des automates distincts selon le service. La station est accessible aux personnes à la mobilité réduite.

### Desserte
Daejeon est desservie par les rames qui circulent sur la ligne 1 (service omnibus). Les quais sont équipés de portes palières.

Installations
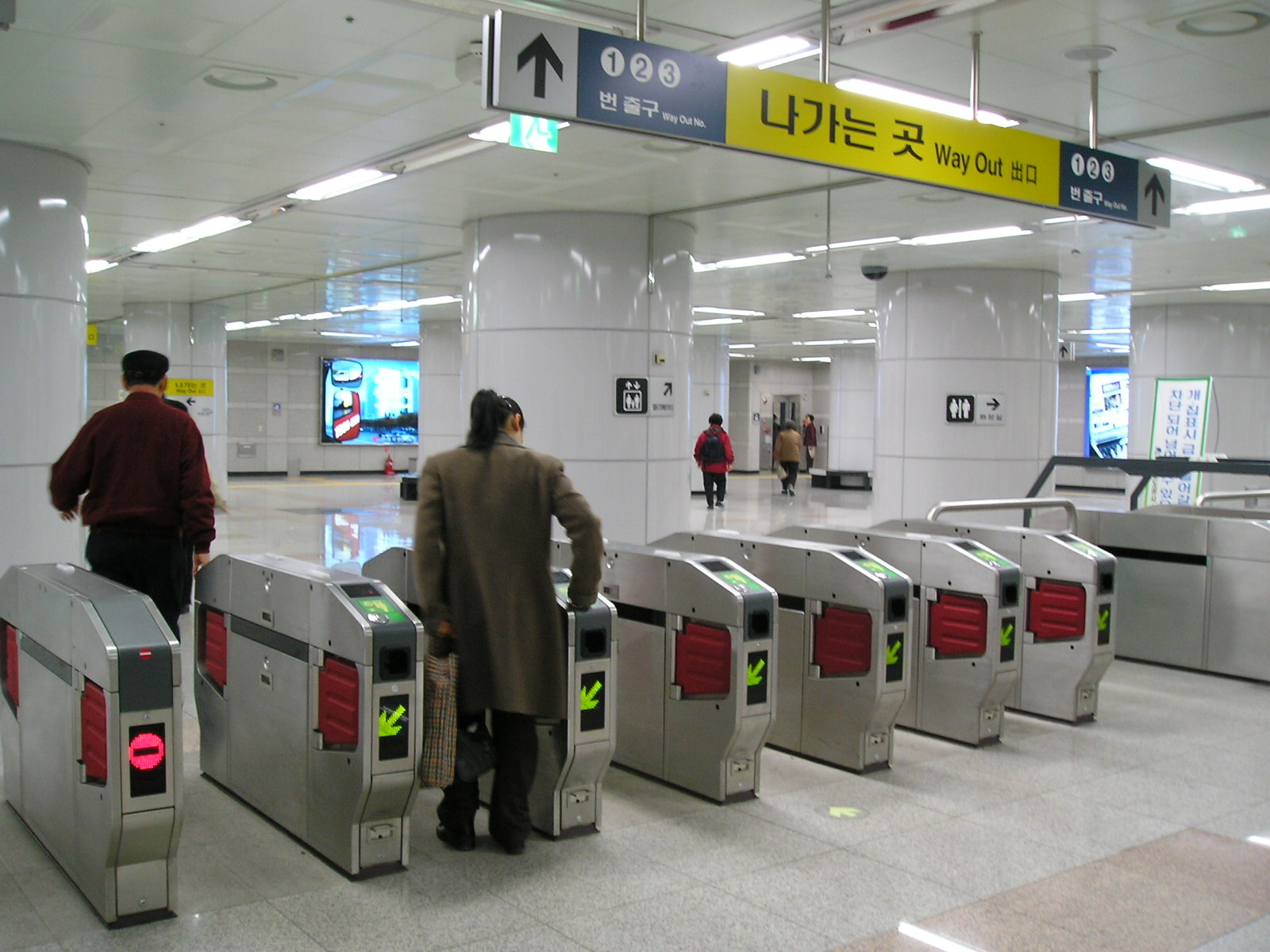
En 2007
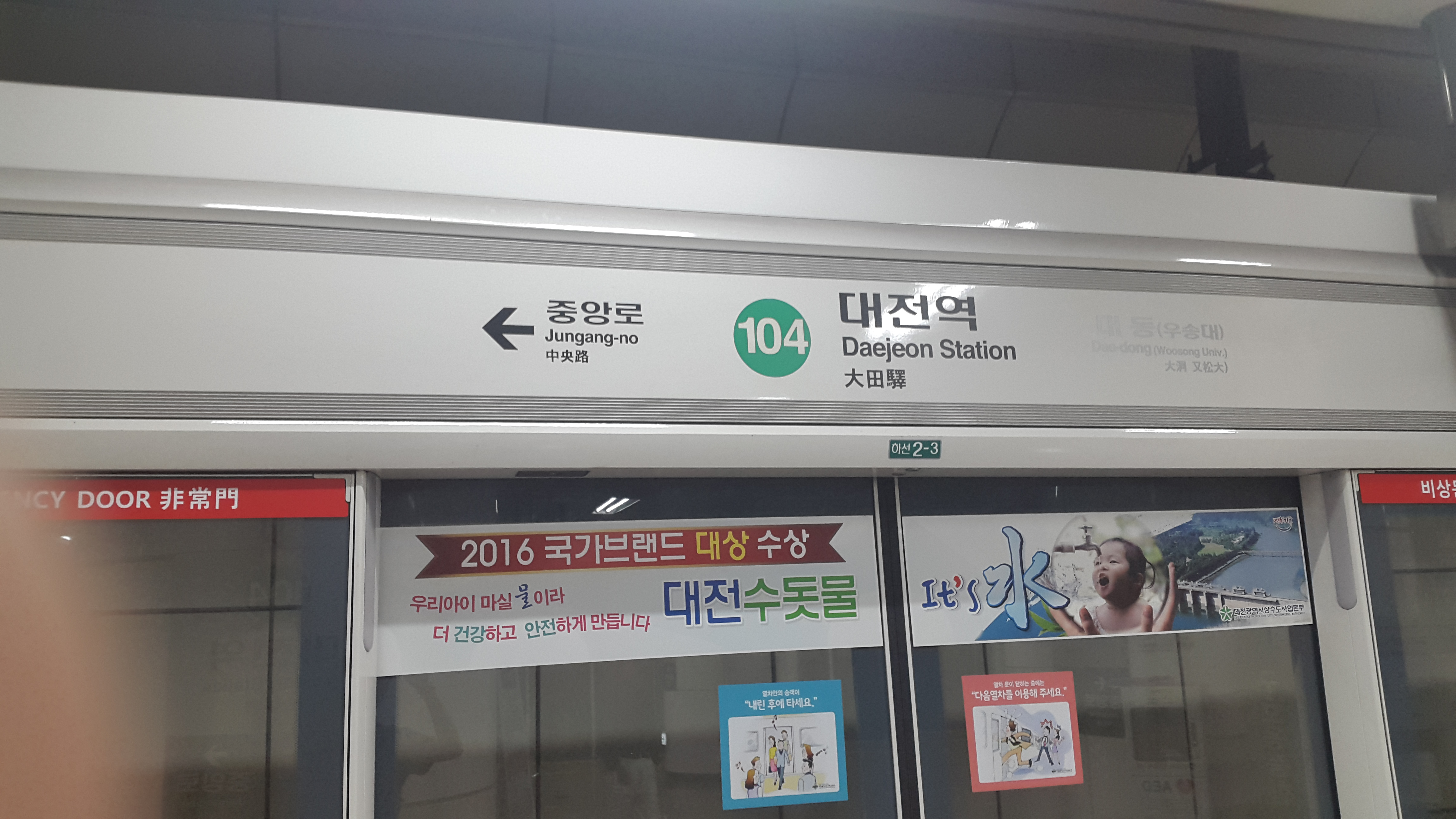
En 2016
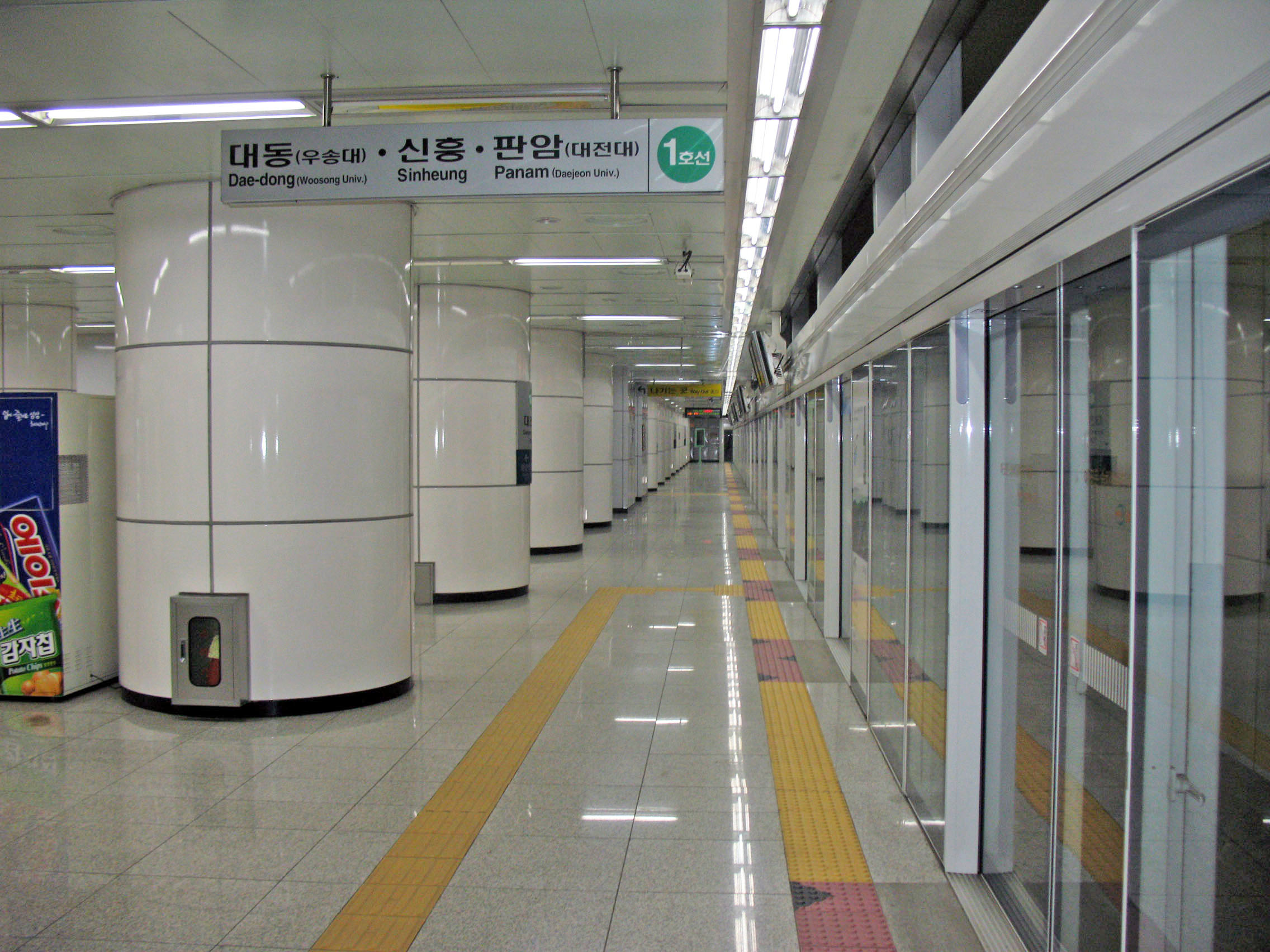
En 2008.

### Intermodalité
La station dispose d'un local à vélos. Des arrêts de bus sont situés à proximité.
La station est en correspondance avec la gare de Daejeon, gérée par Korail et desservie notamment par des trains Korea Train Express (KTX).